# Съвместна мултидисциплинарна комисия между Гърция и Северна Македония
Съвместната мултидисциплинарна експертна комисия за исторически, археологически и образователни въпроси на Гърция и Северна Македония (на гръцки: Μεικτή Διεπιστημονική Επιτροπή Εμπειρογνωμόνων Ελλάδος – ΠΓΔΜ) е създадена в резултат на Преспанското споразумение, подписано на 17 юни 2018 г. и влязло в сила на 12 февруари 2019 г.

## Членове

### Членове от Гърция
- Маркос Боларис (съпредседател) – заместник-министър на външните работи на Гърция
- Спиридон Сфетас – преподавател в Солунския университет (до 21 ноември 2021 година)
- Яковос Михаилидис – преподавател в Солунския университет
- Атанасиос Лупа – преподавател в Катедрата по история и археология на Солунския университет
- Николаос Зайкос – преподавател в Катедрата по балкански, славянски и източни изследвания на Университета на Македония
- Александра Йоаниду – преподавател в Катедрата по руски език и филология и славянски проучвания на Атинския университет
- Ефтимиос Харлавтис – от Дирекцията за страните от Югоизточна Европа в гръцкото външно министерство[1]

### Членове от Северна Македония
- Виктор Габер (съпредседател)
- Далибор Йовановски
- Никос Чаусидис
- Людмил Спасов
- Анна Чупеска-Станишковска
- Фахри Рамадани
- Кица Колбе[1]

## Решения
Взети са някои решения относно конкретизиране границите на Антична Македония, Римска провинция Македония, Средновековна и Османска Македония, преразглеждат се въпроси като Негушкото въстание и Букурещкия договор.